# Esporte na Croácia

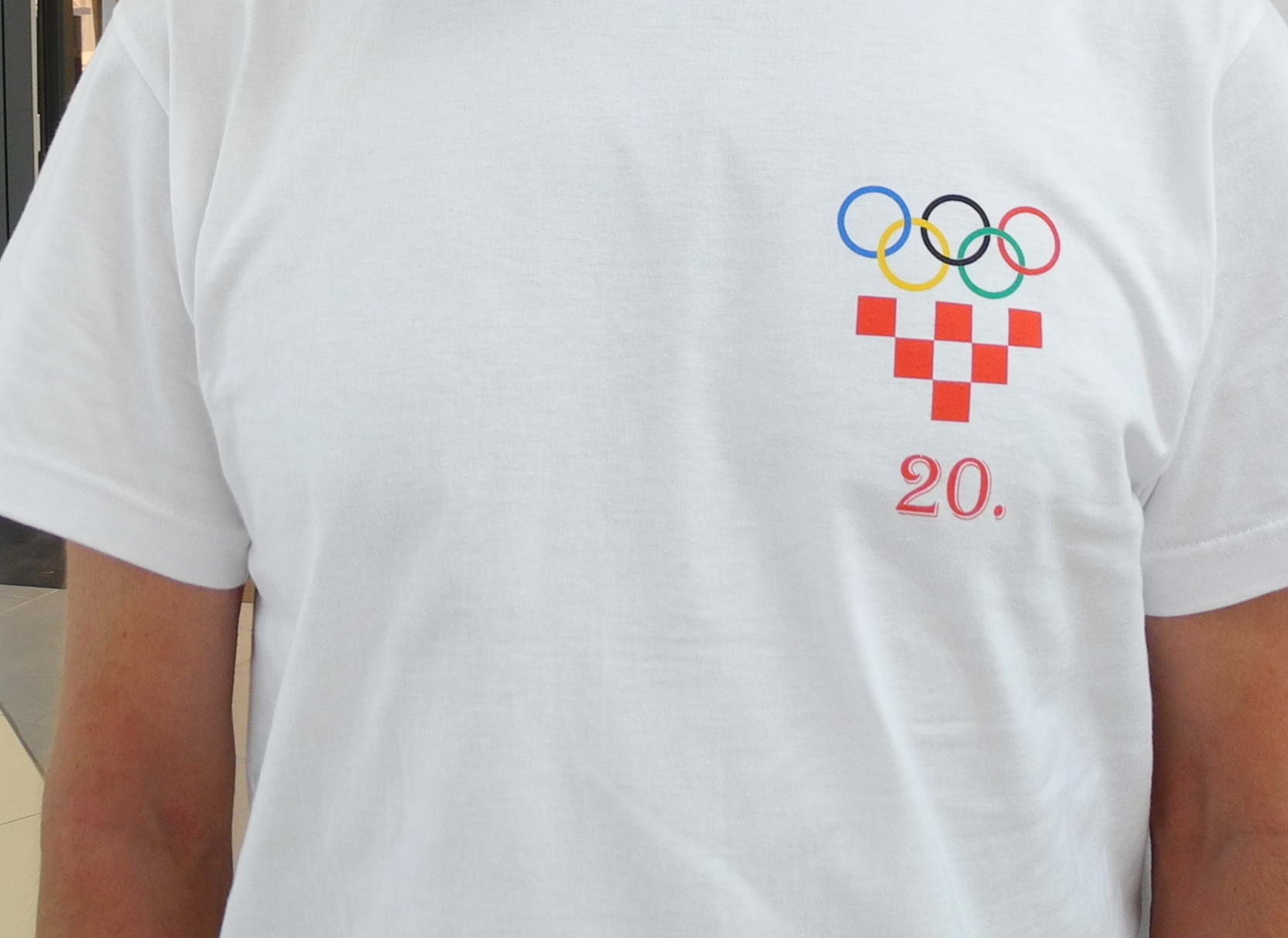
Camisa da Croácia nas Olimpíadas.

O Esporte na Croácia tem um proeminente papel na sociedade croata.
Os esportes populares na Croácia são geralmente coletivos: futebol, voleibol, handebol, polo aquático e basquetebol, nos individuais tênis, esqui alpino, natação, tênis de mesa e xadrez. A Croácia participa das Olimpíadas da Era Moderna, desde 1992